# Lillian Harman

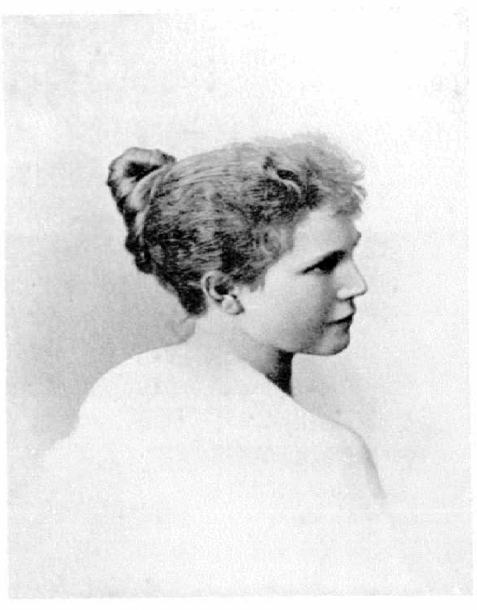
Lillian Harman

Lillian Harman (geboren 1870; gestorben 1929) war eine US-amerikanische Frauenrechtlerin und Anarchistin.

## Leben
Harman war die Tochter des Anarchisten und Frauenrechtlers Moses Harman (1830–1910). Sie unterstützte ihren Vater bei der Publikation der von ihm herausgegebenen Zeitschriften Lucifer, the Lightbearer (1883–1907), Our New Humanity (1895–1897) und bei American Journal of Eugenics (1907–1910), der Nachfolgezeitschrift von Lucifer. Nach dem Tod des Vaters brachte sie zu dessen Gedenken ein letztes Heft dieser Zeitschrift heraus (Memorial to Moses Harman, 30. Januar 1910). Mit ihrem Mann Edwin C. Walker gab sie Fair Play (1888–1891) heraus.
Harman und Walker hatten weder eine kirchliche noch eine staatliche Trauung vollzogen, sondern hatten sich am 20. September 1886 in Valley Falls unter Vorsitz von Harmans Vater vor einer Gesellschaft von Freunden in einer „autonomistischen Ehe“ (autonomistic marriage) verbunden. Dabei hatte Moses Harman zunächst eine die Prinzipien einer freien Ehe darstellende Abhandlung verlesen, Walker hatte der traditionellen Ehe als einer Form sexueller Versklavung der Frau vor den Anwesenden abgeschworen und die damals 16-jährige Lillian Harman hatte erklärt:

“I enter into this union with Mr. Walker of my own free will and choice, and I agree with the views of my father and Mr. Walker as just expressed. I make no promises that may become impossible or immoral for me to fulfill, but retain the right to act always, as my conscience and best judgment shall dictate. I retain, also, my full maiden name, as I am sure it is my duty to do so.”

„Ich gehe diese Verbindung mit Mr. Walker ein aus eigenem freien Willen und freier Wahl und erkläre meine Übereinstimmung mit den von meinem Vater und Mr. Walker geäußerten Ansichten. Ich mache keine Versprechungen, die zu halten für mich unmöglich oder unmoralisch werden könnte, sondern behalte mir das Recht vor, stets so zu handeln, wie mein Gewissen und Urteil es mir vorschreiben werden. Außerdem werde ich weiter meinen vollen Geburtsnamen tragen, da ich mir sicher bin, dass dies meine Pflicht ist.“

In der Folge wurde ein Strafantrag gestellt, da Harman und Walker entgegen den Gesetzen von Kansas zusammen in wilder Ehe lebten. Der Friedensrichter von Jefferson County verfügte die Verhaftung des Paares, das in das Gefängnis nach Oskaloosa gebracht wurde und dort blieb, da die auf 1000 Dollar festgesetzte Kaution nicht gestellt wurde. Am 20. Oktober 1886 befand das Geschworenengericht in Oskaloosa das Paar für schuldig und verurteilte Walker zu 75 und Harman zu 45 Tagen Gefängnis, beide blieben aber über diese Zeitspannen hinaus in Haft, da sie sich weigerten, die Gerichtskosten zu bezahlen. Sie appellierten vielmehr an den Kansas Supreme Court, der am 4. März 1887 ihre Klage abwies, Harman aber zugestand, ihren Geburtsnamen weiter tragen zu dürfen. Am 4. April wurde das Paar freigelassen, nachdem Moses Harman die Gerichtskosten bezahlt hatte.
1898 besuchte Harman England, wo sie 1897 zur Präsidentin der Legitimation League gewählt worden war, einer Vereinigung, die ursprünglich die Legitimation unehelicher Kinder zum Hauptziel hatte, unter ihrer Führung sich aber auf die Propagierung der freien Liebe konzentrierte, die Harman eugenisch begründete. Für The Adult, die von der Vereinigung herausgegebene Zeitschrift, lieferte sie zahlreiche Beiträge. Harmans Engagement in England währte jedoch nicht lange, da 1898 George Bedborough, der Herausgeber des Adult, wegen der Publikation von Havelock Ellis’ sexualwissenschaftlichem Werk Sexual Inversion angeklagt wurde, das als obszöne Schrift galt. 1899 stellte der Adult sein Erscheinen ein und die Legitimation League löste sich auf.

## Schriften
- mit Edwin C. Walker: Autonomistic marriage practicalized : a brief report of the event, and some comments thereon. OCLC 63174439
- Some problems of social freedom : … being the residential address delivered before the Legitimation League at its annual meeting … on April 30th, 1898. The Adult, London 1898.
- Marriage and mortality. M. Harman, Chicago 1900.
- The Regeneration of Society. M. Harman, Chicago 1900.